# Château d'Yrouerre
Le château d'Yrouerre est un château situé à Yrouerre, en France.

## Localisation
Le château est situé dans le département français de l'Yonne, sur la commune d'Yrouerre.

## Historique
L'édifice(l'orangerie) est inscrit au titre des monuments historiques en 1971.